# Microtus lusitanicus
O Microtus lusitanicus, comummente conhecido como rato-cego, é uma espécie de roedor da família dos Cricetídeos, natural da Península Ibérica e do Sudoeste francês. 

## Descrição
O rato-cego é um roedor fossador de pequenas dimensões, sendo que os adultos medem entre 14 e 19 centímetros de comprimento, da cabeça à ponta da cauda. 
Destaca-se pela cabeça grande e arredondada, sendo que o focinho também é arredondado. De resto, caracteriza-se pelos olhos e orelhas pequenas e cauda curta. As patas posteriores, por seu turno, medem aproximadamente 15 milímetros.
Embora meça  cerca de 1,5 centímetros e pese à volta de 1,5 gramas, à nascença, quando se torna adulto pode chegar a pesar até 20 gramas.
Do que toca à coloração, no dorso pode exibir tons que variam entre o cinzento-escuro e o castanho-sépia, ao passo que o ventre pode alternar entre diversos tons de cinzento. Os espécimes juvenis apresentam uma coloração um pouco mais escura.

### Comportamento
Trata-se de uma espécie noctívaga, de hábitos discretos.
Se as condições de alimento forem favoráveis, a actividade reprodutora pode ocorrer todo o ano.  Importa ainda assinalar que as fêmeas atingem a maturidade sexual às 5 semanas de vida, o que contrasta com os machos, que a atingem às 7 semanas.
A média anual de reprodução para cada fêmea cifra-se em cerca cinco a seis ninhadas, cada qual composta por duas a cinco crias cada, sendo que, a média, costuma ser só de três crias por ninhada.
Em condições normais, a gestação pode demorar entre 22 a 24 dias, ao passo que os partos se podem suceder uns aos outros a cada 28 dias.  A isto acresce, ainda, um período pós-parto.
O rato-cego prefere as margens fluviais; os soutos e os carvalhais; as courelas agricultadas, os pastos, as cereais e os pomares, para fazer a toca. Especialmente em solos húmidos, guarnecidos de vegetação herbácea densa, nas cercanias de pradarias ou lameiros, porquanto estes espaços lhe oferecem maior resguardo dos predadores

### Dieta
O rato-cego nutre-se de uma dieta mormente herbívora, por vezes guarnecida também de pequenos invertebrados.

### Predação e ameaças
Esta espécie e particularmente depredada pela coruja-das-torres, pela coruja-do-mato e por alguns mamíferos carnívoros de pequeno e médio porte, como seja a raposa, o gato-bravo e a geneta.
No que toca às ameaças antropogénicas que assolam esta espécie, centram-se principalmente com o seu controlo em campos agrícolas e pomares, com a utilização de venenos.

## Distribuição
Esta espécie é endémica do continente europeu, ocorrendo desde o Noroeste da Península Ibérica até ao extremo Sudoeste de França.

### Portugal
Em Portugal,  esta espécie marca presença sobretudo a Norte do rio Tejo. A sul do rio Tejo, o rato-cego é mais comum na zona de Coruche e na Serra de São Mamede, se bem que também aparece nas cercanias dos estuários dos rios Tejo e Sado.
Nas zonas mais austrais da sua área de distribuição em Portugal, o rato-cego encontra-se em simpatria com o rato-cego-mediterrânico.

### Habitat
O rato-cego medra em múltiplos habitats, sejam eles silvestres ou agrícolas. Em rigor, a sua presença está mormente dependente da existência de solos macios e húmidos, nos quais possa escavar as galerias e fazer os seus ninhos, a coberto da vegetação.